# Strigel (Künstlerfamilie)
Die Familie Strigel war eine Künstlerfamilie der Spätgotik, die in Memmingen lebte. Ihr Werk und Einfluss wird zusammen mit der Künstlerfamilie Sichelbein unter dem Begriff Memminger Schule zusammengefasst.

## Mitglieder
In der Strigel-Werkstatt sind folgende Personen über drei Generationen bekannt:
- Hans Strigel der Ältere (Erstbeleg 1430, † 1462), Maler
  - Ivo Strigel (* 1430; † 1516), Bildhauer
  - Hans Strigel der Jüngere (* 1450; † 1479), Maler
- Bernhard Strigel (* um 1460; † 4. Mai 1528), Maler und Hofmaler Kaiser Maximilians I., bedeutendster Vertreter der Familie, Sohn von Ivo oder Hans dem Jüngeren[1]

Die Verwandtschaft einiger namensgleicher Maler und Bildhauer zu den oben Genannten ist unbekannt oder unsicher:
- Johann Strigel der Ältere (Beleg 1442 über ein Retabel für den Hochaltar in der zeitgleich erweiterten Pfarrkirche St. Bartholomä in Zell bei Oberstaufen), Bildhauer und Maler
- Michael Strigel (* um 1445; † um 1519), Maler
- Claus Strigel (* vor 1500, † nach 1500), Maler (vermutlich ein weiterer Sohn von Ivo Strigel und Bruder von Bernhard[2])

Mit Bernhard Strigel starb die Familie aus oder zumindest verliert sich ihre Spur.
Ein weiterer, nicht künstlerisch tätiger Familienzweig stellt sich wie folgt dar:
- Ivo Strigel (* 1431; † 1516), Arzt, studierte mit Philipp Melanchthon
  - Viktorin/Victorinus Strigel, (* 16. oder 26. Dezember 1524 in Kaufbeuren; † 26. Juni 1569 in Heidelberg), lutherischer Theologe und Humanist, Hochschullehrer in Wittenberg, Jena, Leipzig und Heidelberg

## Würdigung
Der Malerfamilie ist in Memmingen ein Museum mit Werkschau gewidmet, das Strigel-Museum im Antoniterhaus.